# M55 (Машрік)
M55 — основний маршрут із півночі на південь у міжнародній мережі доріг Арабського Машріку, що проходить через Синай і східне узбережжя Червоного моря. Дорога починається в Ель-Аріш, потім пролягає через Нувейбу, Акабу, Янбу, Рабіг, Джидду та Аль-Ходейду до Мохи. При цьому дорога пролягає через чотири країни, а саме Єгипет, Йорданію, Саудівську Аравію та Ємен.
M55 також є частиною M50 між Нехель і Хакл.

## Номери національних доріг
M55 пролягає з півночі на південь наступними національними дорогами:
| Номер             | Маршрут                   |
| Єгипет            | Єгипет                    |
| ----------------- | ------------------------- |
| -                 | Ель Аріш - Йорданія       |
| Йорданія          |                           |
|                   | Сирія - Саудівська Аравія |
| Саудівська Аравія |                           |
| 5                 | Йорданія - Ємен           |
| Ємен              |                           |
| N2                | Саудівська Аравія - Мокко |